# Spilosoma irregularis
Spilosoma irregularis är en fjärilsart som beskrevs av Rothschild 1910. Spilosoma irregularis ingår i släktet Spilosoma och familjen björnspinnare. Inga underarter finns listade i Catalogue of Life.